# Lijst van spelers van GNK Dinamo Zagreb
Lijst van voetballers van GNK Dinamo Zagreb omvat voetballers die bij de Kroatische voetbalclub GNK Dinamo Zagreb spelen of gespeeld hebben sinds de oprichting van de club in 1945. Deze lijst omvat ook voetballers die voor de club speelden toen  het HAŠK Građanski (1992) en Croatia Zagreb (1992-2000) heette. De spelers zijn alfabetisch gerangschikt.

## A
- Domagoj Abramović
- Lee Addy
- Arijan Ademi
- Željko Adžić
- Jasmin Agić
- Alexandre José Oliveira
- Mehmed Alispahić
- Anderson Costa
- Franko Andrijašević
- Domagoj Antolić
- Mustafa Arslanović
- Walid Atta

## B
- Mario Babić
- Stjepan Babić
- Milan Badelj
- Matej Bagarić
- Boško Balaban
- Tomislav Barbarić
- Borna Barišić
- Karlo Bartolec
- Mladen Bartolović
- Mario Bazina
- Fatos Beqiraj
- Almir Bekić
- Rudolf Belin
- Aleksandar Benko
- Filip Benković
- Dražen Besek
- Jakov Biljan
- Igor Bišćan
- Dražen Biškup
- Saša Bjelanović
- Filip Blašković
- Miroslav Blažević
- Zvonimir Boban
- Dario Bodrušić
- Srećko Bogdan
- Jozo Bogdanović
- Eddy Bosnar
- Mario Bosnić
- Ivan Bošnjak
- Spomenko Bošnjak
- Ivan Boras
- Milivoj Bračun
- Mirko Braun
- Kristijan Brčić
- Josip Brezovec
- Dražen Brnčić
- Marijan Brnčić
- Fran Brodić
- Marcelo Brozović
- Karlo Bručić
- Igor Budiša
- Marijan Buljat
- Tomislav Butina

## C
- Željko Čajkovski
- Milan Ćalasan
- Hrvoje Čale
- Adrián Calello
- Josip Čalušić
- Campira
- Agim Cana
- Luka Capan
- Vlado Čapljić
- Bryan Carrasco
- Eduardo Carvalho
- Endri Çekiçi
- Marijan Čerček
- Snješko Cerin
- Boštjan Cesar
- Mathias Chago
- Zvonimir Cimermančić
- Cleyton
- Vladimir Čonč
- Duje Čop
- Ante Ćorić
- Josip Ćorić
- Vedran Ćorluka
- Ante Čović
- Tomislav Crnković
- Leandro Cufré
- Mladen Cukon
- Željko Cupan
- Mario Čutura
- Rudolf Cvek
- Borislav Cvetković
- Zvjezdan Cvetković
- Igor Cvitanović
- Mario Cvitanović
- Ivan Cvjetković

## D
- Alieu Darbo
- Nick Dasović
- Fahrija Dautbegović
- Stjepan Deverić
- Zoran Dimitrijević
- Dodô
- Mate Dragičević
- Dino Drpić
- Tomislav Dujmović
- Dionizije Dvornić
- Jasmin Džeko
- Hrvoje Džijan
- Vilson Džoni

## E
- Eduardo da Silva
- Wilson Eduardo
- Mate Eterović
- Etto

## F
- Júnior Fernándes
- Ivan Fiolić
- Petar Franjić

## G
- Marinko Galič
- Josip Gašpar
- Denis Glavina
- Primož Gliha
- Amer Gojak
- Miha Golob
- Vinko Golob
- Mirza Golubica
- Tomislav Gondžić
- Gonçalo Santos
- Rónald González Brenes
- Branko Gračanin
- Josip Gucmirtl
- Franck Manga Guela
- Ivica Gvozden

## H
- Ismet Hadžić
- Alen Halilović
- Sejad Halilović
- Tibor Halilović
- Tomislav Havojić
- Ángelo Henríquez
- Drago Hmelina
- Armin Hodžić
- Ivica Horvat
- Mirko Hrgović
- Danijel Hrman
- Jasmin Hurić
- Said Husejinović
- Edin Husić

## I
- Luis Ibáñez
- Miralem Ibrahimović
- Gordan Irović
- Slavko Ištvanić
- Kruno Ivančić
- Tomislav Ivković

## J
- Kristijan Jajalo
- Rajko Janjanin
- Slobodan Janjuš
- Ivan Jazbinšek
- Tin Jedvaj
- Joško Jeličić
- Dražan Jerković
- Dario Jertec
- Vedran Ješe
- Antonijo Ježina
- Jonas
- Mario Jozić
- Vitor Silva Assis de Oliveira Júnior
- Renato Jurčec
- Nikola Jurčević
- Krunoslav Jurčić
- Goran Jurić
- Mario Jurić
- Predrag Jurić

## K
- Domagoj Kapec
- Teo Kardum
- Veldin Karić
- Ali Karimi
- Vlado Kasalo
- Srečko Katanec
- Ivan Kelava
- Tomislav Knez
- Bojan Knežević
- Zdenko Kobeščak
- Georg Koch
- Mirko Kokotović
- Marko Kolar
- Fabijan Komljenović
- Stanislav Komočar
- Mladen Koščak
- Robert Kovač
- Abid Kovačević
- Mihael Kovačević
- Šime Kovačević
- Mateo Kovačić
- Miljenko Kovačić
- Ardian Kozniku
- Branko Kralj
- Andrej Kramarić
- Mirko Kramarić
- Mladen Kranj
- Niko Kranjčar
- Zlatko Kranjčar
- Eddie Krnčević
- Ivan Krstanović
- Damir Krznar
- Josip Kuže
- Patrice Kwedi

## L
- Dražen Ladić
- Stjepan Lamza
- Stipe Lapić
- Jerko Leko
- Damir Lesjak
- Marko Lešković
- August Lešnik
- Boris Leutar
- Rúben Lima
- Luka Lipošinović
- Zvonko Lipovac
- Dominik Livaković
- Goran Ljubojević
- Filip Lončarić
- Dejan Lovren

## M
- Paulo Machado
- Nebojša Malbaša
- Mate Maleš
- Petar Mamić
- Zoran Mamić
- Mario Mandžukić
- Lev Mantula
- Mirko Marić
- Silvio Marić
- Damir Maričić
- Vlatko Marković
- Alexandru Mățel
- Željko Matuš
- Ivan Medarić
- Hernán Medford
- Leonard Mesarić
- Enes Mešanović
- Pablo Migliore
- Filip Mihaljević
- Radmilo Mihajlović
- Andre Mijatović
- Mihael Mikić
- Gražvydas Mikulėnas
- Josip Mikulić
- Marko Mikulić
- Tomislav Mikulić
- Damir Milinović
- Ivica Miljković
- Branko Milošević
- Petar Mišić
- Romeo Mitrović
- Dumitru Mitu
- Kazuyoshi Miura
- Mladen Mladenović
- Frano Mlinar
- Marko Mlinarić
- Luka Modrić
- Zvonko Monsider
- Pedro Morales
- Nikola Moro
- Filip Mrzljak
- Edin Mujčin
- Muhamed Mujić
- Fikret Mujkić
- Miljenko Mumlek
- Mladen Munjaković
- Mario Musa
- Džemal Mustedanagić

## N
- Marijan Novak
- Martin Novoselac
- Jens Nowotny

## O
- Samuel Okwaraji
- Ivica Olić
- Alexandre José Oliveira
- Dani Olmo
- Osmar Ferreira Júnior
- Stojan Osojnak
- Filip Ozobić

## P
- Antun Palić
- Igor Pamić
- Zvonko Pamić
- Andrej Panadić
- Saško Pandev
- Dalibor Pandža
- Dimitrios Papadopoulos
- Vlado Papić
- Ivan Parlov
- Ilijas Pašić
- Domagoj Pavičić
- Dubravko Pavličić
- Željko Pavlović
- Zoran Pavlović
- Ivan Peko
- Albin Pelak
- Dino Perić
- Saša Peršon
- Željko Perušić
- Alen Peternac
- Mihailo Petrović
- Vladimir Petrović
- Željko Petrović
- Alen Petrović
- Dominik Picak
- Renato Pilipović
- Ivo Pinto
- Denijal Pirić
- Josip Pivarić
- Marko Pjaca
- Branko Pleše
- Ivan Plum
- Nikola Pokrivač
- Dalibor Poldrugač
- Mateo Poljak
- Kristijan Polovanec
- Danijel Pranjić
- Herdi Prenga
- Karlo Primorac
- Robert Prosinečki
- Roko Prša
- Krešo Pukšec
- Ante Puljić

## R
- Marko Radas
- Dejan Radonjić
- Mladen Ramljak
- Miroslav Rede
- Vasil Ringov
- Krasnodar Rora
- Ante Rukavina
- Tomislav Rukavina
- Ante Rumora
- Marko Rog

## S
- Nermin Šabić
- Vladimir Šal
- Sammir
- Grzegorz Sandomierski
- Ivica Šangulin
- Ivan Šantek
- Carlos Santos de Jesus
- Bakary Sare
- Daniel Šarić
- Marko Šarlija
- Fuad Šašivarević
- Gordon Schildenfeld
- Elvis Scoria
- Filip Ščrbec
- Lovro Šćrbec
- Goce Sedloski
- Božidar Senčar
- Adrian Šemper
- Ivica Senzen
- Kujtim Shala
- Leonardo Sigali
- Josip Šikić
- Bruno Šiklić
- Ronald Šiklić
- Dario Šimić
- Josip Šimić
- Josip Šimunić
- Jozo Šimunović
- Mario Šitum
- Ilija Sivonjić
- Safet Šivšić
- Marin Skender
- Zoran Škerjanc
- Zlatko Škorić
- Haris Škoro
- Dino Škvorc
- Filip Škvorc
- Miroslav Slepička
- Zoran Slišković
- Semir Slomić
- Dario Smoje
- Ivo Smoje
- Tomislav Šokota
- Vinko Soldo
- Zvonimir Soldo
- El Arbi Hillel Soudani
- Silvio Spann
- Dino Špehar
- Robert Špehar
- Mario Stanić
- Danijel Štefulj
- Branko Stinčić
- Željko Stinčić
- Mirko Stojanović
- Petar Stojanović
- Ranko Stojić
- Marko Stolnik
- Zvonko Strnad
- Hrvoje Štrok
- Branko Strupar
- Guillermo Suárez
- Petar Sučić
- Davor Šuker
- Ivo Šuprina
- Jakub Sylvestr

## T
- Josip Tadić
- Jérémy Taravel
- Karlo Težak
- Mario Tokić
- Stjepan Tomas
- Igor Tomašić
- Ivan Tomečak
- Ante Tomić
- Tonel
- Marko Topić
- Branko Tucak
- Veljko Tukša
- Ivan Turina
- Dževad Turković

## U
- Peter Utaka

## V
- Drago Vabec
- Vladimir Vasilj
- Domagoj Vida
- Mark Viduka
- Emiljano Vila
- Vitor Júnior
- Goran Vlaović
- Ivica Vrdoljak
- Šime Vrsaljko
- Davor Vugrinec
- Rajko Vujadinović
- Filip Vukić
- Ognjen Vukojević
- Željko Vuković

## W
- Franjo Wölfl

## Z
- Dario Zahora
- Velimir Zajec
- Goran Zakarić
- Slaven Zambata
- Branko Zebec
- Zoran Zekić
- Oliver Zelenika
- Gregor Židan